# Elecciones municipales de Puerto Rico de 2024
Las elecciones municipales de Puerto Rico de 2024 se llevaron a cabo el 5 de noviembre de 2024 para elegir a los alcaldes de los 78 municipios de Puerto Rico. Se llevaron a cabo junto a las elecciones para gobernador y comisionado residente y las elecciones legislativas. Los candidatos electos servirán por un término de cuatro años desde el enero de 2025 a enero de 2029.
El Partido Popular Democrático defenderá 41 municipios frente a 36 por el Partido Nuevo Progresista y 1 por el Proyecto Dignidad, gracias al transfuguismo del alcalde del municipio originalmente electo bajo la insignia del Partido Nuevo Progresista. El Movimiento Victoria Ciudadana y el Partido Independentista Puertorriqueño también han anunciado candidaturas para estas elecciones.

## Sistema electoral
Cada municipio elige un alcalde por mayoría simple y un número de legisladores municipales que varia según la población del municipio por escrutinio mayoritario plurinominal. El artículo 1.022 de la Ley de Municipios Autónomos establece un mecanismo de representación de minorías donde: "La Comisión Estatal de Elecciones declarará electo, entre los candidatos que no hayan sido electos por el voto directo, aquellos dos (2) que hayan obtenido más votos en el partido que llegó segundo en la votación para Legislador Municipal, y uno (1) del partido que llegó tercero. En el caso de Culebra, el Legislador Municipal adicional que se declarará electo será del partido segundo en la votación para Legislador Municipal."

## Alcaldes que no buscarán la reelección
| Partido                  | Partido | Alcalde                 | Municipio     | Primera elección | Notas                               |
| ------------------------ | ------- | ----------------------- | ------------- | --- | ----------------------------------- |
|                          | PPD     | José A. Santiago Rivera | Comerío       | 2000 | Candidato a senador por acumulación |
| José Guillermo Rodríguez | PPD     | Mayagüez                | 1992          | Suspendido desde marzo de 2022 en espera de un juicio por cargos de conspiración y malversación de fondos públicos.                                |                                     |
| Luis Irizarry Pabón      | PPD     | Ponce                   | 2020          | Suspendido desde noviembre de 2023 en espera de un juicio por cargos de enriquecimiento injustificado y violación a la Ley de Ética Gubernamental. |                                     |
| Luis Javier Hernández    | PPD     | Villalba                | 2012          | Candidato a senador por acumulación |                                     |
|                          | PD      | Javier Jiménez Pérez    | San Sebastián | 2004 | Candidato a gobernador              |

## Resultados
| Cargo                                  | PPD | PNP | PIP | PD | MVC | Ind. | Total |
| Alcaldes                               | 41  | 37  | 0   | 0  | 0   | 0    | 78    |
| Leg.                                   | 531 | 492 | 55  | 12 | 11  | 1    | 1126  |
| Fuente: Comisión Estatal de Elecciones |     |     |     |    |     |      |       |

## Resultados por municipio

### Adjuntas
|  | 64.79 % |

|  | 31.75 % |

|  | 2.20 % |

|  | 1.25 % |

|  | 100 % |

### Aguada
|  | 58.25 % |

|  | 37.05 % |

|  | 2.37 % |

|  | 2.33 % |

|  | 100 % |

### Aguadilla
|  | 57.15 % |

|  | 35.36 % |

|  | 3.88 % |

|  | 2.78 % |

|  | 0.83 % |

|  | 100 % |

### Aguas Buenas
|  | 70.35 % |

|  | 18.53 % |

|  | 8.28 % |

|  | 2.84 % |

|  | 100 % |

### Aibonito
|  | 64.55 % |

|  | 23.99 % |

|  | 8.86 % |

|  | 2.59 % |

|  | 100 % |

### Añasco
|  | 60.41 % |

|  | 35.85 % |

|  | 3.03 % |

|  | 0.71 % |

|  | 100 % |

### Arecibo
|  | 56.00 % |

|  | 35.50 % |

|  | 4.79 % |

|  | 2.05 % |

|  | 1.66 % |

|  | 100 % |

### Arroyo
|  | 55.31 % |

|  | 42.00 % |

|  | 2.69 % |

|  | 100 % |

### Barceloneta
|  | 83.94 % |

|  | 13.92 % |

|  | 2.14 % |

|  | 100 % |

### Barranquitas
|  | 62.16 % |

|  | 31.42 % |

|  | 6.41 % |

|  | 100 % |

### Bayamón
|  | 75.57 % |

|  | 12.17 % |

|  | 6.05 % |

|  | 3.64 % |

|  | 2.57 % |

|  | 100 % |

### Cabo Rojo
|  | 52.76 % |

|  | 32.75 % |

|  | 10.12 % |

|  | 2.43 % |

|  | 1.05 % |

|  | 0.89 % |

|  | 100 % |

### Caguas
|  | 52.84 % |

|  | 31.92 % |

|  | 11.26 % |

|  | 3.98 % |

|  | 100 % |

### Camuy
|  | 71.25 % |

|  | 20.44 % |

|  | 4.81 % |

|  | 3.49 % |

|  | 100 % |

### Canóvanas
|  | 0.00 % |

|  | 0.00 % |

|  | 0.00 % |

|  | 0.00 % |

|  | 0.00 % |

|  | 0.00 % |

|  | 100 % |

### Carolina
|  | 0.00 % |

|  | 0.00 % |

|  | 0.00 % |

|  | 0.00 % |

|  | 0.00 % |

|  | 100 % |

### Cataño
|  | 0.00 % |

|  | 0.00 % |

|  | 0.00 % |

|  | 0.00 % |

|  | 0.00 % |

|  | 100 % |

### Cayey
|  | 67.42 % |

|  | 16 % |

|  | 7.46 % |

|  | 6.40 % |

|  | 3.51 % |

|  | 100 % |

### Ceiba
|  | 63.91 % |

|  | 25.73 % |

|  | 7.08 % |

|  | 3.27 % |

|  | 100 % |

### Ciales
|  | 53.13 % |

|  | 42.62 % |

|  | 2.90 % |

|  | 1.36 % |

|  | 100 % |

### Cidra
|  | 0.00 % |

|  | 0.00 % |

|  | 0.00 % |

|  | 0.00 % |

|  | 0.00 % |

|  | 100 % |

### Coamo
|  | 0.00 % |

|  | 0.00 % |

|  | 0.00 % |

|  | 100 % |

### Comerío
|  | 48.40 % |

|  | 45.09 % |

|  | 4.99 % |

|  | 1.52 % |

|  | 100 % |

### Corozal
|  | 0.00 % |

|  | 0.00 % |

|  | 0.00 % |

|  | 100 % |

### Culebra
|  | 0.00 % |

|  | 0.00 % |

|  | 100 % |

### Dorado
|  | 71.06 % |

|  | 19.92 % |

|  | 9.01 % |

|  | 100 % |

### Fajardo
|  | 0.00 % |

|  | 0.00 % |

|  | 0.00 % |

|  | 0.00 % |

|  | 100 % |

### Florida
|  | 66.51 % |

|  | 22.41 % |

|  | 6.74 % |

|  | 4.33 % |

|  | 100 % |

### Guánica
|  | 57.35 % |

|  | 30.24 % |

|  | 10.25 % |

|  | 2.15 % |

|  | 100 % |

### Guayama
|  | 56.82 % |

|  | 36.97 % |

|  | 5.33 % |

|  | 0.88 % |

|  | 100 % |

### Guayanilla
|  | 0.00 % |

|  | 0.00 % |

|  | 0.00 % |

|  | 100 % |

### Guaynabo
|  | 0.00 % |

|  | 0.00 % |

|  | 0.00 % |

|  | 0.00 % |

|  | 0.00 % |

|  | 100 % |

### Gurabo
|  | 0.00 % |

|  | 0.00 % |

|  | 0.00 % |

|  | 100 % |

### Hatillo
|  | 0.00 % |

|  | 0.00 % |

|  | 0.00 % |

|  | 0.00 % |

|  | 100 % |

### Hormigueros
|  | 0.00 % |

|  | 0.00 % |

|  | 0.00 % |

|  | 100 % |

### Humacao
|  | 0.00 % |

|  | 0.00 % |

|  | 0.00 % |

|  | 0.00 % |

|  | 100 % |

### Isabela
|  | 0.00 % |

|  | 0.00 % |

|  | 0.00 % |

|  | 0.00 % |

|  | 0.00 % |

|  | 100 % |

### Jayuya
|  | 54.38 % |

|  | 43.32 % |

|  | 2.30 % |

|  | 100 % |

### Juana Díaz
|  | 0.00 % |

|  | 0.00 % |

|  | 0.00 % |

|  | 100 % |

### Juncos
|  | 46.78 % |

|  | 42.40 % |

|  | 5.64 % |

|  | 5.19 % |

|  | 100 % |

### Lajas
|  | 0.00 % |

|  | 0.00 % |

|  | 0.00 % |

|  | 0.00 % |

|  | 100 % |

### Lares
|  | 0.00 % |

|  | 0.00 % |

|  | 0.00 % |

|  | 100 % |

### Las Marías
|  | 72.12 % |

|  | 24.91 % |

|  | 2.97 % |

|  | 100 % |

### Las Piedras
|  | 0.00 % |

|  | 0.00 % |

|  | 0.00 % |

|  | 0.00 % |

|  | 0.00 % |

|  | 100 % |

### Loíza
|  | 0.00 % |

|  | 0.00 % |

|  | 0.00 % |

|  | 100 % |

### Luquillo
|  | 50.34 % |

|  | 40.71 % |

|  | 4.30 % |

|  | 3.37 % |

|  | 1.29 % |

|  | 100 % |

### Manatí
|  | 74.09 % |

|  | 17.85 % |

|  | 8.07 % |

|  | 100 % |

### Maricao
|  | 0.00 % |

|  | 0.00 % |

|  | 0.00 % |

|  | 0.00 % |

|  | 0.00 % |

|  | 100 % |

### Maunabo
|  | 0.00 % |

|  | 0.00 % |

|  | 0.00 % |

|  | 100 % |

### Mayagüez
|  | 65.79 % |

|  | 22.61 % |

|  | 5.78 % |

|  | 2.98 % |

|  | 2.84 % |

|  | 100 % |

### Moca
|  | 0.00 % |

|  | 0.00 % |

|  | 0.00 % |

|  | 0.00 % |

|  | 100 % |

### Morovis
|  | 56.24 % |

|  | 41.09 % |

|  | 2.66 % |

|  | 100 % |

### Naguabo
|  | 0.00 % |

|  | 0.00 % |

|  | 0.00 % |

|  | 0.00 % |

|  | 100 % |

### Naranjito
|  | 0.00 % |

|  | 0.00 % |

|  | 0.00 % |

|  | 100 % |

### Orocovis
|  | 64.35 % |

|  | 33.89 % |

|  | 1.17 % |

|  | 0.59 % |

|  | 100 % |

### Patillas
|  | 0.00 % |

|  | 0.00 % |

|  | 0.00 % |

|  | 100 % |

### Peñuelas
|  | 47.97 % |

|  | 45.06 % |

|  | 4.71 % |

|  | 1.16 % |

|  | 1.11 % |

|  | 100 % |

### Ponce
|  | 0.00 % |

|  | 0.00 % |

|  | 0.00 % |

|  | 0.00 % |

|  | 0.00 % |

|  | 100 % |

### Quebradillas
|  | 0.00 % |

|  | 0.00 % |

|  | 0.00 % |

|  | 0.00 % |

|  | 0.00 % |

|  | 100 % |

### Rincón
|  | 0.00 % |

|  | 0.00 % |

|  | 0.00 % |

|  | 0.00 % |

|  | 100 % |

### Río Grande
|  | 0.00 % |

|  | 0.00 % |

|  | 0.00 % |

|  | 0.00 % |

|  | 0.00 % |

|  | 100 % |

### Sabana Grande
|  | 59.47 % |

|  | 33.29 % |

|  | 7.25 % |

|  | 100 % |

### Salinas
|  | 64.36 % |

|  | 26.17 % |

|  | 5.56 % |

|  | 1.98 % |

|  | 1.93 % |

|  | 100 % |

### San Germán
|  | 0.00 % |

|  | 0.00 % |

|  | 0.00 % |

|  | 0.00 % |

|  | 0.00 % |

|  | 100 % |

### San Juan
|  | 0.00 % |

|  | 0.00 % |

|  | 0.00 % |

|  | 0.00 % |

|  | 0.00 % |

|  | 100 % |

### San Lorenzo
|  | 0.00 % |

|  | 0.00 % |

|  | 0.00 % |

|  | 0.00 % |

|  | 100 % |

### San Sebastián
|  | 37.59 % |

|  | 30.02 % |

|  | 29.31 % |

|  | 2.66 % |

|  | 0.43 % |

|  | 100 % |

### Santa Isabel
|  | 49.39 % |

|  | 47.46 % |

|  | 3.15 % |

|  | 100 % |

### Toa Alta
|  | 0.00 % |

|  | 0.00 % |

|  | 0.00 % |

|  | 0.00 % |

|  | 0.00 % |

|  | 100 % |

### Toa Baja
|  | 65.99 % |

|  | 20.61 % |

|  | 8.60 % |

|  | 4.79 % |

|  | 100 % |

### Trujillo Alto
|  | 0.00 % |

|  | 0.00 % |

|  | 0.00 % |

|  | 0.00 % |

|  | 0.00 % |

|  | 100 % |

### Utuado
|  | 0.00 % |

|  | 0.00 % |

|  | 0.00 % |

|  | 0.00 % |

|  | 0.00 % |

|  | 100 % |

### Vega Alta
|  | 0.00 % |

|  | 0.00 % |

|  | 0.00 % |

|  | 0.00 % |

|  | 0.00 % |

|  | 100 % |

### Vega Baja
|  | 0.00 % |

|  | 0.00 % |

|  | 0.00 % |

|  | 0.00 % |

|  | 0.00 % |

|  | 100 % |

### Vieques
|  | 0.00 % |

|  | 0.00 % |

|  | 0.00 % |

|  | 0.00 % |

|  | 0.00 % |

|  | 100 % |

### Villalba
|  | 55.25 % |

|  | 42.99 % |

|  | 1.76 % |

|  | 100 % |

### Yabucoa
|  | 0.00 % |

|  | 0.00 % |

|  | 0.00 % |

|  | 0.00 % |

|  | 100 % |

### Yauco
|  | 0.00 % |

|  | 0.00 % |

|  | 0.00 % |

|  | 0.00 % |

|  | 100 % |